# Бык (Саратовская область)
Бык — село в Романовском районе Саратовской области России. Входит в состав Мордовокарайского муниципального образования.

## История
В 2003 году четверо несовершеннолетних учеников местной школы, в отместку за плохие отметки и наказания учителей, облили бензином кабинет математики и подожгли его, в результате чего сгорело всё здание школы. Во время поджога подростки подражали героям сериала «Бригада».

## Население
| 2002 | 2010 |
| ---- | ---- |
| 221  | ↘159 |

## Известные уроженцы
- Качурин, Вячеслав Тимофеевич (род. 1942) — советский и украинский писатель.
- Сидорин, Василий Николаевич (1921—1992) — советский военный деятель, полковник, Герой Советского Союза.